# Camilla Brunelli

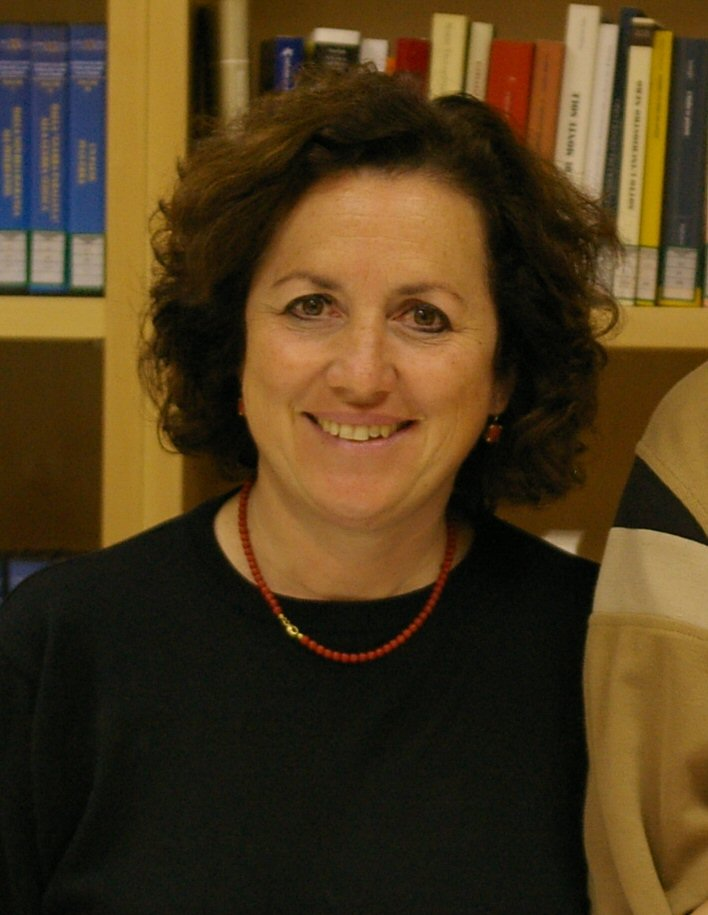
Camilla Brunelli im Jahr 2008

Camilla Brunelli (* 30. März 1957 in Florenz) ist eine italienische, zweisprachig aufgewachsene Historikerin und Germanistin. Seit 2002 ist sie Direktorin des Museo della Deportazione in der italienischen Stadt Prato.

## Leben
Als Tochter des damaligen Auslandskorrespondenten der italienischen Tageszeitung Corriere della Sera zog Brunelli 1960 mit ihrer Familie nach Bonn. Nach dem Abitur am Nicolaus-Cusanus-Gymnasium in Bonn-Bad Godesberg studierte sie an der Universität Florenz Geschichte und Germanistik.
Von 1988 bis 1995 arbeitete Brunelli u. a. am Österreichischen Konsulat Florenz und von 1990 bis 2007 u. a. als Simultandolmetscherin für das öffentlich-rechtliche Fernsehen RAI. Seit 1984 ist sie außerdem für Prato und die österreichische Gemeinde Ebensee in der gemeinsamen Städtepartnerschaft aktiv. Außerdem arbeitete sie mehrmals mit der in Berlin ansässigen Stiftung Topographie des Terrors zusammen.
Seit 2002 ist Brunelli Direktorin des Museo della Deportazione in der toskanischen Stadt Prato. Sie ist Expertin im Rahmen der europäischen Erinnerungskultur.

## Schriften

### Übersetzungen ins Italienische (Auswahl)
- E. Kendler, R. Pekar: Mai più! (Nie wieder!). Stadt Prato und Provinz Florenz, Prato 1987
- Mark Lidzbarski: Ricordi di giovinezza di un professore tedesco (Auf rauhem Wege. Jugenderinnerungen eines deutschen Professors). Passigli Editore, Florenz 1988 (mit Lela Gatteschi)
- Grete Weil: Il prezzo della sposa (Der Brautpreis). Giunti, Florenz 1991
- Curt Goetz: Una strega a Beverly Hills (Die Tote von Beverly Hills). Giunti, Florenz 1995

### Übersetzungen ins Deutsche (Auswahl)
- Guido Baglioni: Ist Demokratie möglich? (Democrazia impossibile?). Nomos, Baden-Baden 1998

### Herausgabe
- Daniela Jandl: Prato ed Ebensee. Venti anni insieme per la pace (Prato und Ebensee. Zwanzig Jahre gemeinsam für den Frieden). Pacini Editore, Prato 2007
- Grete Weil: Conseguenze tardive (Spätfolgen), La Giuntina, Florenz 2008

### Sonstiges
- Mitarbeit an: Il libro dei deportati, herausgegeben von Brunello Mantelli und Nicola Tranfaglia, Mursia, Mailand 2009

## Filmografie (Auswahl)
- Mitarbeit am Film: Un futuro per la memoria (Eine Zukunft für die Erinnerung) von Massimo Sani, Prato 1997
- Beteiligung am Drehbuch zu: Luci nel buio (Lichter im Dunkel) von Gabriele Cecconi, Prato 2003